# Casa del coronel Frank J. Hecker
La casa del Coronel Frank J. Hecker es una casa histórica que fue construida en 1888. Está ubicada en 5510 Woodward Avenue (en la esquina de East Ferry Avenue) en Midtown Detroit, Míchigan.
Fue designado Sitio Histórico del Estado de Míchigan (Michigan State Historic Site) en 1958. Se encuentra cerca del Distrito Histórico de East Ferry Avenue y del Distrito Histórico del Centro Cultural, y fue incluido en el Registro Nacional de Lugares Históricos en 1971. La casa es propiedad de la Universidad Estatal Wayne desde septiembre de 2014.

## Coronel Frank J. Hecker
Frank J. Hecker nació en Freedom, Míchigan, en 1846. Se unió al Ejército de la Unión a los 18 años, y ascendió al rango de coronel. Tras la Guerra Civil fue contratado como agente para Union Pacific Railroad. Aprovechando su experiencia en el negocio de suministros ferroviarios, organizó en Detroit la exitosa Peninsular Car Company junto con Charles Lang Freer (cuya casa está al lado de la de Hecker).
Hecker volvió a servir en el Ejército en la Guerra hispano-estadounidense, donde estuvo a cargo del transporte de prisioneros españoles. Este servicio lo llamó la atención del presidente Theodore Roosevelt, quien en 1904 lo nombró para la Comisión del Canal de Panamá. Hecker también se desempeñó como Comisionado de Policía de Detroit, organizó varios bancos en el medio oeste y formó parte de las juntas directivas de Detroit Copper and Brass Rolling Mills, Míchigan Fire and Marine Insurance Company y Detroit Lumber Company.

## Arquitectura
En 1888, Hecker contrató al estudio de arquitectura de corta Scott, Kamper & Scott, dirigido por Louis Kamper, y comenzó la construcción de la mansión en Woodward Avenue, en la esquina de la calle Ferry. Con 1.951 m², la casa es un ejemplo imponente del estilo château basado en el castillo de Chenonceau cerca de Tours, Francia. El exterior está revestido de piedra caliza de Indiana. Hecker usó su casa para organizar fiestas elaboradas, donde entretuvo a luminarias como los presidentes William McKinley y Rutherford B. Hayes.
El exterior de la casa tiene grandes torretas en las esquinas y buhardillas flamencas en el techo a cuatro aguas. Varias bahías se proyectan desde el cuerpo principal de la casa, y envuelven el conjunto una logia con balaustradas y columnas. Una cochera en la parte trasera es claramente visible desde Woodward. En un momento, esta estructura se convirtió en una sala de conciertos con capacidad para 200 personas.
El interior cuenta con 49 habitaciones, incluyendo un gran salón con paneles de roble diseñado para grandes fiestas, un comedor ovalado hecho en caoba, un vestíbulo hecho en roble inglés y una sala de música blanca y dorada. Las chimeneas fueron construidas con mármol egipcio nubio, y en los vestíbulos se utilizaron ónix y mármol italiano de Siena.

## Después de Hecker

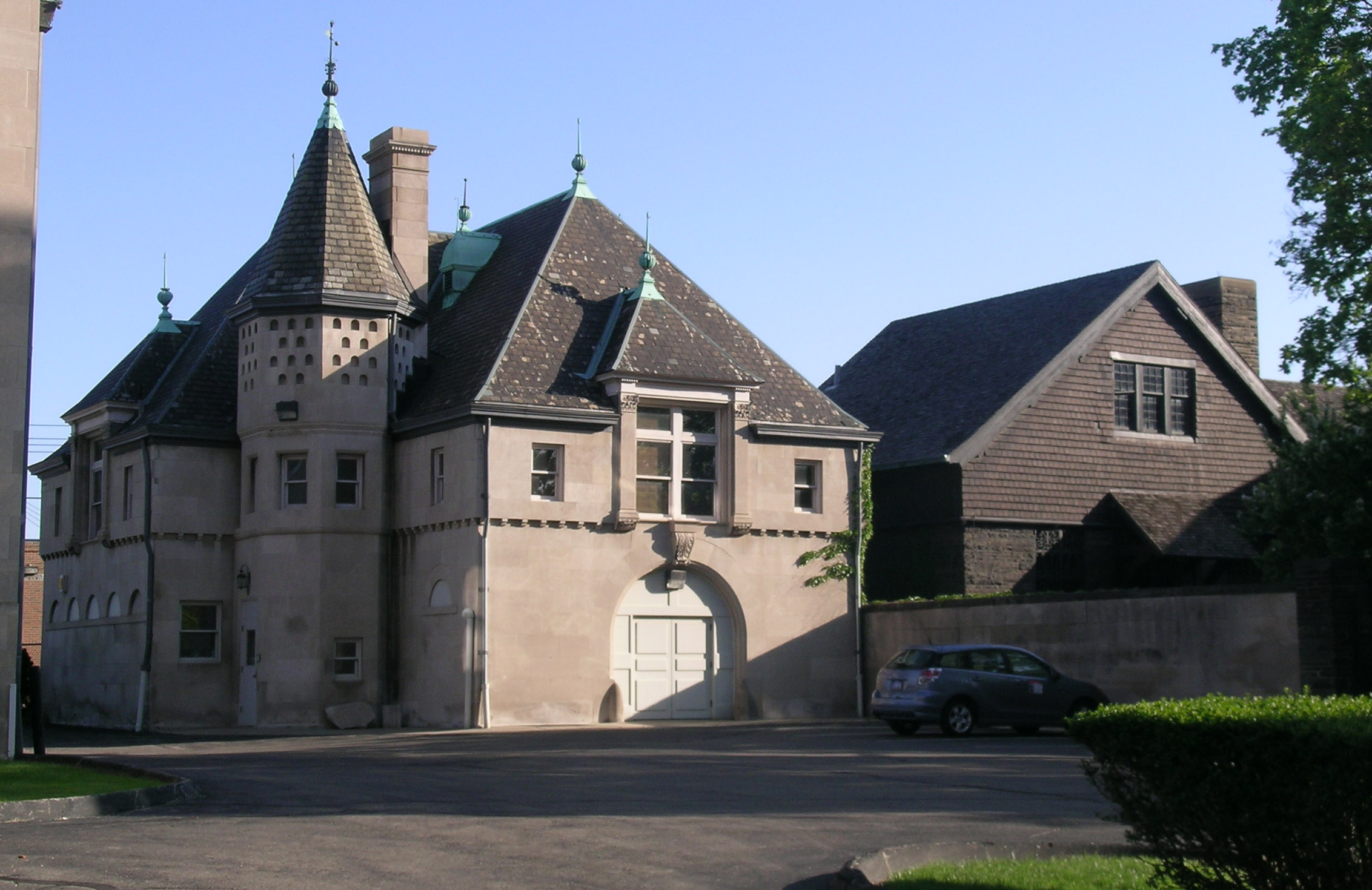
Cochera de la Casa Hecker. La estructura de la derecha es la cochera de la Freer House de al lado.

Hecker vivió en la casa hasta su muerte en 1927. Durante los siguientes veinte años, la casa fue propiedad de la familia Hecker, pero funcionó como una pensión para estudiantes universitarios solteros.
En 1947, la mansión fue vendida a Paul Smiley de Smiley Brothers Music Company, quien la utilizó para instrucción y práctica musical, así como para una oficina de ventas. Durante este tiempo, tanto el Taller de Música de Cámara de Detroit como la Sinfónica de Mujeres comenzaron a ensayar en las instalaciones.
Cuando Smiley murió en 1990, el edificio fue vendido a Charfoos & Christensen, PC, un bufete de abogados. La firma rehabilitó la mansión y sirvió como su despacho hasta 2014. También albergó el Consulado de Dinamarca en Detroit.
En septiembre de 2014, la Universidad Estatal Wayne compró la casa por $ 2,3 millones de dólares. La universidad tiene la intención de instalar allí el Departamento de Relaciones con Exalumnos.